# Convoi PQ 12
Le convoi PQ 12 est le nom de code d'un convoi allié durant la Seconde Guerre mondiale. Les Alliés cherchaient à ravitailler l'URSS qui combattait leur ennemi commun, le Troisième Reich. Les convois de l'Arctique, organisés de 1941 à 1945, avaient pour destination le port d'Arkhangelsk, l'été, et Mourmansk, l'hiver, via l'Islande et l'océan Arctique, effectuant un voyage périlleux dans des eaux parmi les plus hostiles du monde.
Il part de Reykjavik en Islande le 1er mars 1942 et arrive à Mourmansk en URSS le 12 mars 1942.

## Composition du convoi
Ce convoi est constitué de 18 cargos qui arrivent à Reykjavik le 27 février,,,
| Nom                     | Nationalité      | Tonnage (GRT) | Notes                                            |
| ----------------------- | ---------------- | ------------- | ------------------------------------------------ |
| Artigas (1920)          | Panama           | 5 613         |                                                  |
| Ballot (1922)           | Panama           | 6 131         | Dynamo défectueuse, ne navigue pas avec le PQ 12 |
| Bateau (1926)           | Panama           | 4 687         | Fait demi-tour                                   |
| Beaconstreet (1927)     | Royaume-Uni      | 7 467         |                                                  |
| Belomorcanal (1936)     | Union soviétique | 2 900         |                                                  |
| Capulin (1920)          | Panama           | 4 977         |                                                  |
| Dneprostroi (1919)      | Union soviétique | 4 756         |                                                  |
| Earlston (1941)         | Royaume-Uni      | 7 195         |                                                  |
| El Coston (1924)        | Panama           | 7 286         |                                                  |
| El Occidente (1910)     | Panama           | 6 008         |                                                  |
| Empire Byron (1941)     | Royaume-Uni      | 6 645         | Navire Vice-Commodore                            |
| Kiev (1917)             | Union soviétique | 5 823         | Présence probable mais non définitive            |
| Lancaster Castle (1937) | Royaume-Uni      | 5 172         | Egaré en Russie                                  |
| Llandaff (1937)         | Royaume-Uni      | 4,825         | Navire Commodore                                 |
| Navarino (1937)         | Royaume-Uni      | 4 825         |                                                  |
| Sevzaples (1932)        | Union soviétique | 3 974         |                                                  |
| Stone Street (1922)     | Panama           | 6 131         |                                                  |
| Temple Arch (1940)      | Royaume-Uni      | 5 138         |                                                  |

## L'escorte
L'escorte varie au cours de la traversée. Une escorte principale reste tout au long du voyage.
| Nom                        | Nationalité      | Type                       | Notes                      |
| -------------------------- | ---------------- | -------------------------- | -------------------------- |
| HMT Angle (FY201)          | Royal Navy       | Chalutier anti-sous-marins | Escorte du 1 Mar - 5 Mar   |
| HMS Ashanti (F51)          | Royal Navy       | Destroyer                  | Escorte du 6 Mar - 10 Mar  |
| HMS Bedouin (F67)          | Royal Navy       | Destroyer                  | Escorte du 6 Mar - 10 Mar  |
| HMS Berwick (65)           | Royal Navy       | Croiseur lourd             | Escorte du 6 Mar - 10 Mar  |
| HMT Chiltern               | Royal Navy       | Chalutier anti-sous-marins | Escorte du 1 Mar - 4 Mar   |
| HMS Duke of York (17)      | Royal Navy       | Cuirassé                   | Escorte du 6 Mar - 10 Mar  |
| HMS Echo (H23)             | Royal Navy       | Destroyer                  | Escorte du 6 Mar - 10 Mar  |
| HMS Eclipse (H08)          | Royal Navy       | Destroyer                  | Escorte du 6 Mar - 10 Mar  |
| HMS Eskimo (F75)           | Royal Navy       | Destroyer                  | Escorte du 6 Mar - 10 Mar  |
| HMS Faulknor (H62)         | Royal Navy       | Destroyer                  | Escorte du 6 Mar - 10 Mar  |
| HMS Fury (H76)             | Royal Navy       | Destroyer                  | Escorte du 6 Mar - 10 Mar  |
| HMS Gossamer (J63)         | Royal Navy       | Dragueur de mines          | Escorte du 4 Mar - 10 Mar  |
| Gremyaschi                 | Union soviétique | Destroyer                  | Escorte du 11 Mar - 12 Mar |
| HMS Grove (L77)            | Royal Navy       | Destroyer                  | Escorte du 10 Mar - 10 Mar |
| HMS Harrier (J71)          | Royal Navy       | Dragueur de mines          | Escorte du 11 Mar - 12 Mar |
| HMS Hussar (J82)           | Royal Navy       | Dragueur de mines          | Escorte du 11 Mar - 12 Mar |
| HMS Icarus (D03)           | Royal Navy       | Destroyer                  | Escorte du 6 Mar - 11 Mar  |
| HMS Inconstant (H49)       | Royal Navy       | Destroyer                  | Escorte du 10 Mar - 10 Mar |
| HMS Intrepid (D10)         | Royal Navy       | Destroyer                  | Escorte du 6 Mar - 11 Mar  |
| HMS Javelin (F61)          | Royal Navy       | Destroyer                  | Escorte du 10 Mar - 10 Mar |
| HMS Kenya (14)             | Royal Navy       | Croiseur léger             | Escorte du 6 Mar - 12 Mar  |
| HMS King George V (41)     | Royal Navy       | Cuirassé                   | Escorte du 6 Mar - 10 Mar  |
| HMS Lancaster (G05)        | Royal Navy       | Destroyer                  | Escorte du 10 Mar - 10 Mar |
| HMS Ledbury (L90)          | Royal Navy       | Destroyer                  | Escorte du 10 Mar - 10 Mar |
| HMS Lookout (G32)          | Royal Navy       | Destroyer                  | Escorte du 6 Mar - 11 Mar  |
| HMT Notts County (FY250)   | Royal Navy       | Chalutier anti-sous-marins | Escorte du 1 Mar - 4 Mar   |
| HMS Offa (G29)             | Royal Navy       | Destroyer                  | Escorte du 4 Mar - 12 Mar  |
| HMS Onslow (G17)           | Royal Navy       | Destroyer                  | Escorte du 6 Mar - 10 Mar  |
| HMS Oribi (G66)            | Royal Navy       | Destroyer                  | Escorte du 4 Mar - 10 Mar  |
| HMS Punjabi                | Royal Navy       | Destroyer                  | Escorte du 6 Mar - 11 Mar  |
| HMS Renown                 | Royal Navy       | Croiseur de bataille       | Escorte du 6 Mar - 10 Mar  |
| HMT Shera (FY1724)         | Royal Navy       | Baleinier anti-sous-marins | Escorte du 4 Mar - 9 Mar   |
| HMT Shusa (FY1702)         | Royal Navy       | Baleinier anti-sous-marins | Escorte du 4 Mar - 12 Mar  |
| HMS Speedwell (J87)        | Royal Navy       | Dragueur de mines          | Escorte du 11 Mar - 12 Mar |
| HMT Stefa (FY1702)         | Royal Navy       | Baleinier anti-sous-marins | Escorte du 4 Mar - 12 Mar  |
| HMT Stella Capella (FY107) | Royal Navy       | Chalutier anti-sous-marins | Escorte du 1 Mar - 4 Mar   |
| HMT Sulla (FY1874)         | Royal Navy       | Baleinier anti-sous-marins | Escorte du 4 Mar - 12 Mar  |
| HMT Svega (FY294)          | Royal Navy       | Baleinier anti-sous-marins | Escorte du 4 Mar - 12 Mar  |
| HMS Tartar (F43)           | Royal Navy       | Destroyer                  | Escorte du 9 Mar - 10 Mar  |
| HMS Verdun (L93)           | Royal Navy       | Destroyer                  | Escorte du 10 Mar - 10 Mar |
| HMS Victorious (R38)       | Royal Navy       | Porte-avions               | Escorte du 6 Mar - 10 Mar  |
| HMS Wells                  | Royal Navy       | Destroyer                  | Escorte du 10 Mar - 10 Mar |
| HMS Woolston               | Royal Navy       | Destroyer                  | Escorte du 10 Mar - 10 Mar |

## Le voyage
Le convoi PQ 12 est constitué de 16 navires sous le commandement du Commodore HT Hudson. L'escorte est composée du dragueur de mine Gossamer et de cinq baleiniers. Ils sont rejoints le 5 mars par deux destroyers, le HMS Oribi et le HMS Offa, et par un croiseur, le HMS Kenya.
Deux forces maritimes britanniques se trouvent dans la zone. La première comprend le cuirassé HMS Duke of York, le croiseur de bataille HMS Renown et six destroyers en provenance de Reykjavik. La seconde comprend le cuirassé HMS King George V, le porte-avions HMS Victorious, le croiseur HMS Berwick et six destroyers, en provenance de Scapa Flow.
Le convoi PQ 12 quitte Reykjavik, le 1er mars 1942 avec son escorte. Il est rejoint le 5 mars par l'escorte des deux destroyers et du croiseur (Oribi, Offa et Kenya).
Le 5 mars, le convoi est aperçu par un avion de reconnaissance allemand. Le 6 mars, après avoir obtenu l'autorisation de Hitler, le Tirpitz sort de Trondheim avec trois destroyers d'escorte. L'opération prend le nom d'opération Sportpalast, elle vise à détruire les deux convois PQ 12 et QP 8 (également en mer).
Peu de temps après avoir appareillé, le Tirpitz est repéré par le sous-marin britannique HMS Seawolf.
Au cours des deux jours suivants, ces groupes de navires manœuvrent autour les uns des autres, sans entrer en contact. Le Tirpitz n'aura aucun succès, bien que ses destroyers coulent un traînard du convoi QP 8 (le Ijora). Le 9 mars, le Tirpitz rentre au port, il est aperçu par des avions du HMS Victorious et attaqué, mais sans succès.
Le convoi PQ 12 arrive à Mourmansk le 12 mars. Aucun navire n'est perdu, mais l'escorte perd un baleinier, le Shera, chaviré par l'accumulation de glace. Le destroyer Oribi est aussi endommagé par la banquise.

### Sources
- (en) Cet article est partiellement ou en totalité issu de l’article de Wikipédia en anglais intitulé « Convoy PQ 12 » (voir la liste des auteurs).